# Maipú (partido)
Pour les articles homonymes, voir Maipú.
Maipú est un partido de la province de Buenos Aires fondée en 1878 dont la capitale est Maipú (Buenos Aires).